# 草衙路
草衙路（Caoya Rd.）為前鎮區至小港區的南北向道路，是草衙地區的主要幹道，本道路共分為三個部分，起端為翠亨北路口，末端於崇本街口續行小港區平和路。

## 行經行政區域
- 前鎮區

## 分段
草衙路共分為三個部分：
- 草衙一路：北起於翠亨北路口，南於漁港路口（中山高速公路高雄端）接草衙二路。
- 草衙二路：北於漁港路口（中山高速公路高雄端）接草衙一路，南於金福路口接草衙三路。
- 草衙三路：北於金福路口接草衙二路，南止於崇本街口續行小港區平和路。

## 沿線設施
（由北至南）
- 草衙一路
  - 捷運前鎮高中站
  - 高雄市立前鎮國中
  - 高雄市健力委員會
  - 高雄市舉重委員會
  - 天仁動物醫院
  - 草衙郵局
  - 合作金庫銀行前鎮分行
- 草衙二路
  - 泰勇通信科技有限公司草衙全虹流通店
  - 源城鮮花店
  - 全聯福利中心和誠店
  - 金玉堂文具批發廣場草衙店
  - 草衙教堂
- 草衙三路
  - 造福自行車行(美利達自行車造福展銷中心)

## 公車資訊
- 港都客運
  - 12/12延(延駛飛機路) 小港站－高雄火車站
  - 黃2(B去程/C返程) 小港站—忠誠路口
  - 214 小港站－歷史博物館
  - 紅6 (代駛)(去程) 捷運草衙站－小港站
- 統聯客運
  - E09A (去程)捷運草衙站—高師大燕巢校區
  - E09B (去程)捷運草衙站—樹德科技大學（不經衛武營）

## 公共自行車
- 高雄市公共自行車租賃系統：
  - 前鎮國中(草衙一路)：草衙一路96號(對面)
  - 漁港草衙二路口：草衙二路517號(旁)

## 內部連結
- 高雄市主要道路列表